# میگل بورخا
میگل عبدالفرید کنزو بورخا ارناندس (اسپانیایی: Miguel Ángel Borja Hernández‎؛ زادهٔ ۲۶ ژانویهٔ ۱۹۹۳) بازیکن فوتبال اهل کلمبیا است.

## باشگاهی
از باشگاه‌هایی که در آن بازی کرده‌است می‌توان به لیورنو، سانتا فه، اتلتیکو ناسیونال، و پالمیراس اشاره کرد.

## تیم ملی
وی همچنین در تیم ملی فوتبال کلمبیا بازی کرده‌است.